# Nevada State Route 317
Nevada State Route 317 (ook SR 317 of Rainbow Canyon Road) is een 35 kilometer lange state route in de Amerikaanse staat Nevada, die van Elgin naar Caliente loopt. De state route loopt over zijn gehele lengte door Lincoln County. State Route 317 begint in de spookstad Elgin als voortzetting van de Kane Springs Road en loopt parallel met de Meadow Valley Wash en een spoorweg door de Rainbow Canyon naar Caliente. Daar eindigt de state route bij een Y-splitsing met U.S. Route 93. Ten zuiden van Caliente bevindt zich een zijweg die leidt naar het Kershaw-Ryan State Park. Gemiddeld rijden er dagelijks afhankelijk van de locatie tussen de 150 en 300 voertuigen over State Route 317 (2013).
De weg verscheen voor het eerst op de kaart als state route in 1978 en was toen verhard. In 2005 liep de state route grote schade op door een overstroming.